# 義德寺
義德寺位於嘉義縣番路鄉。黃卜、蘇甘兩居士因戒會隆重莊嚴心生敬仰，遂萌出塵之志。二人返回嘉義發起建堂靜修之善願，並邀請蕭玉、蔡富等人建佛堂一所，名為義德堂。

## 爭議
2019年7月舉行兒童夏令成長營時，於該夏令營第三日野放大量人工養殖觀賞用鸚鵡，由於不適應野外環境，於周遭社區發現大量鳥類屍體。此事引發FACEBOOK及批踢踢的網友不滿，許多臺灣的善心民眾遠從外縣市特地前往義德寺救援這些鳥類。經過多人向該寺，與嘉義動物保護中心、嘉義保護動物協會反應後，該寺在粉絲專頁上回應：「關於放生小鳥一事，種類選擇是我們的疏忽，謝謝您們的反應及提醒，很抱歉，以後會注意的。阿彌陀佛！」於7月7日在粉專上發出道歉啟示，但並未提及未來是否會停止放生一類的活動。

## 外部連結
- 義德寺的Facebook專頁
- 義德寺的官方網站 （页面存档备份，存于）